# 大阪聖書学院
大阪聖書学院（おおさかせいしょがくいん）は、大阪市旭区にある、「キリストの教会」（Christian Churches and Churches of Christ）の諸教会により支えられている神学校。牧師・伝道者として訓練することを第一の使命とし、聖職者として従事する人材を育成する各種学校。教育内容は聖書にたちもどる復帰運動の精神を継承し、教育が行われている。
本科は全寮制だが、「特別研修科」という通信制課程もある。

## 所在地
〒535-0003　大阪市旭区中宮4-2-11

## 沿革
- 1937年にハロルド・コールが大阪市旭区の教会で大阪聖書学院として最初の講義を始める。
- 1951年に各種学校として認可され、同年に第1回卒業式を行い卒業生を送り出した。